# Kabupaten de Boyolali
Pour l’article homonyme, voir Boyolali.
 (mai 2025).
Si vous disposez d'ouvrages ou d'articles de référence ou si vous connaissez des sites web de qualité traitant du thème abordé ici, merci de compléter l'article en donnant les références utiles à sa vérifiabilité et en les liant à la section « Notes et références ».
Le kabupaten de Boyolali, en indonésien Kabupaten Boyolali, est un kabupaten d'Indonésie situé dans la province de Java central.

## Géographie
Le kabupaten est bordé :
- Au nord, par celui de Grobogan,
- À l'est, par ceux de Sragen, Karanganyar et Surakarta,
- Au sud, par celui de Klaten et
- À l'ouest, par celui de Magelang.

Son point culminant est le volcan Merbabu (3 141 m).

## Histoire
Selon la tradition, Pengging aurait été fondée en 1026 apr. J.-C. par un prince du nom de Kusumawicitra. Une autre histoire raconte qu'elle était administrée par l’adipati (gouverneur) Andayaningrat, mort lors de la guerre contre le royaume de Demak.

## Tourisme

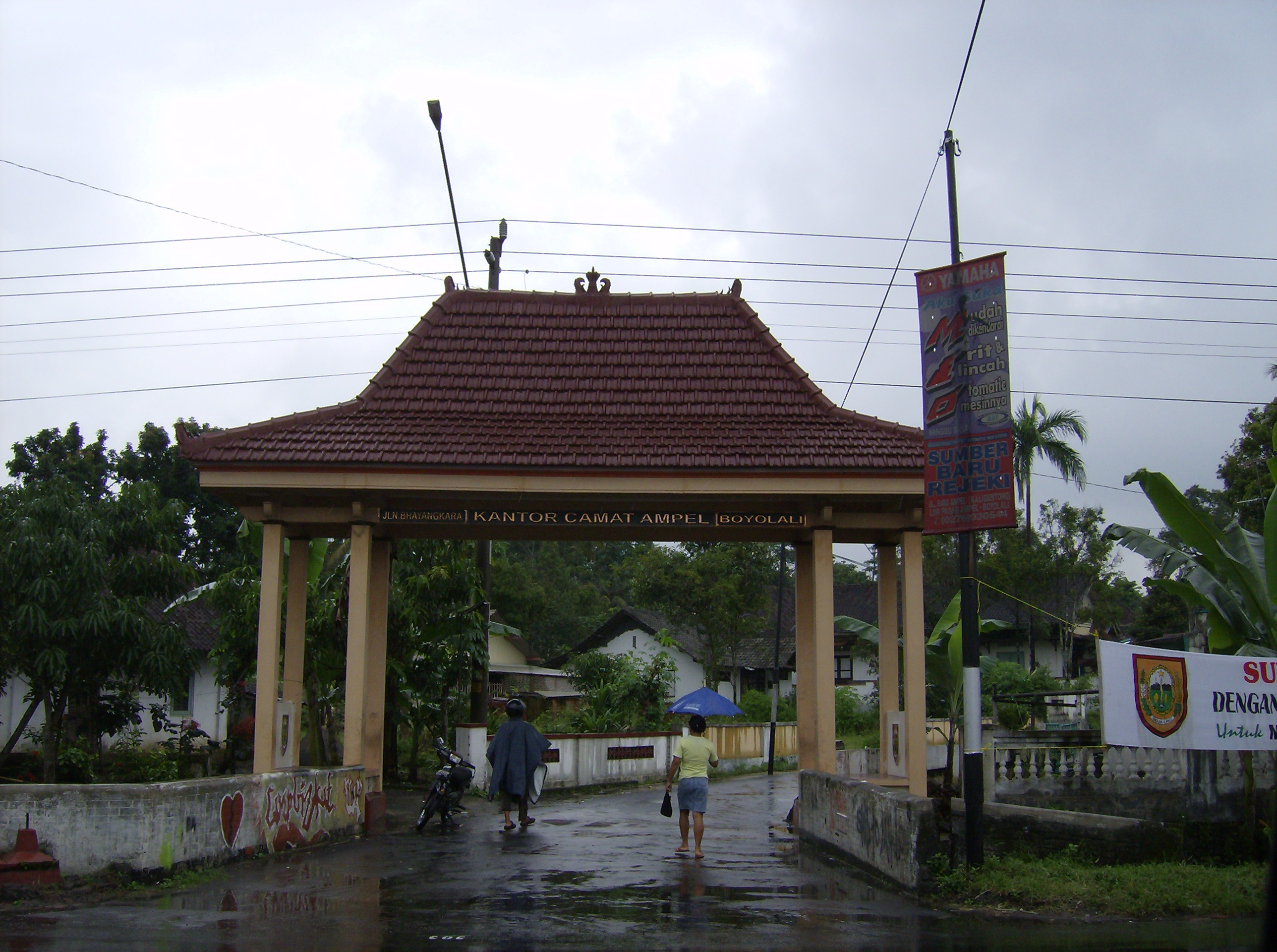
La bourgade d'Ampel dans le kabupaten de Boyolali.

### Le volcanMerapi
On y accède depuis la bourgade de Selo.

### Le bassin rituel d'Umbul Pengging
Umbul Pengging, encore appelé Tirto Marto, est un bassin rituel situé à Banyudono, à 12 km de la ville de Boyolali. Il était utilisé par la famille royale de Surakarta. Aujourd'hui, durant les deux jours qui précèdent le mois du jeûne musulman, s'y tient le rite du Padusan. Un autre rite consiste à se plonger jusqu'au cou dans l'eau du bassin, entre minuit et 3h00 du matin.